# Longitud de Monin-Obukhov
La longitud de Obukhov se utiliza para describir los efectos de la flotabilidad en flujos turbulentos, particularmente en la décima parte inferior de la Capa límite planetaria. Fue definido por primera vez por Alexander Obukhov en 1946. in 1946. También se conoce como longitud Monin-Obukhov por su importante papel en la teoría de similitud desarrollada por Monin y Obukhov. Una definición simple de la longitud de Monin-Obukhov es la altura a la que la turbulencia se genera más por flotabilidad que por cizalladura del viento.
La longitud de Obukhov se define mediante la siguiente fórmula:
{\displaystyle L=-{\frac {u_{*}^{3}{\bar {\theta }}_{v}}{kg({\overline {w^{'}\theta _{v}^{'}}})_{s}}}\ }
donde {\displaystyle u_{*}} es la velocidad de fricción, también llamada velocidad de cizallamiento {\displaystyle {\bar {\theta }}_{v}} es la temperatura potencial virtual media, {\displaystyle ({\overline {w^{'}\theta _{v}^{'}}})_{s}} es el flujo de temperatura potencial virtual superficial, k es la constante de von Kármán. Si no se conoce, el flujo de temperatura potencial virtual puede aproximarse con:
{\displaystyle {\overline {w^{'}\theta _{v}^{'}}}={\overline {w^{'}\theta ^{'}}}(1+0.61{\overline {r}})+0.61{\overline {\theta }}\;{\overline {w^{'}r^{'}}}}
donde {\displaystyle \theta } es la temperatura potencial y {\displaystyle r} es la relación de mezcla.
Según esta definición, {\displaystyle L} suele ser negativo durante el día, ya que {\displaystyle {\overline {w^{'}\theta _{v}^{'}}}} suele ser positivo durante el día sobre tierra, positivo por la noche cuando {\displaystyle {\overline {w^{'}\theta _{v}^{'}}}} suele ser negativo, y se vuelve infinito al amanecer y al atardecer cuando {\displaystyle {\overline {w^{'}\theta _{v}^{'}}}} pasa por cero.
La teoría de similitud de Monin-Obukhov ofrece una interpretación física de {\displaystyle L}. Durante el día, {\displaystyle -L} es la altura a la que la producción de flotabilidad de la energía cinética de turbulencia (ECT) es igual a la producida por la acción cortante del viento (producción cortante de ECT).